# Atthaphon Pannakhen
Atthaphon Pannakhen (thailändisch อรรถพล พันนาเคน; * 1. September 2002) ist ein thailändischer Fußballspieler.

## Karriere
Atthaphon Pannakhen steht seit 2021 beim Chainat Hornbill FC unter Vertrag. Der Verein aus Chainat spielte in der zweithöchsten Liga des Landes, der Thai League 2. Sein Profidebüt gab er am 13. Februar 2021 im Auswärtsspiel beim Sisaket FC. Hier stand er in der Startelf und wurde nach der Halbzeitpause gegen Mongkonchai Kongjumpa ausgewechselt. In seiner ersten Saison wurde er zweimal in der zweiten Liga eingesetzt. Die erste Jahreshälfte 2022 wurde er an den Drittligisten Northern Tak United FC ausgeliehen. Mit dem Verein aus Tak spielte er in der Northern Region der Liga. Die zweite Jahreshälfte 2022 spielte er auf Leihbasis beim ebenfalls in der Northern Region spielenden See Khwae City FC in Nakhon Sawan. Hier bestritt er sechs Ligaspiele. Nach der Ausleihe kehrte er nach Chainat zurück. Nach insgesamt 35 Ligaspielen für Hornbill wechselte er im Januar 2025 zum Drittligisten Lopburi City FC. Mit dem Verein aus Lopburi spielt er in der Central Region der Liga.